# Insuportabila ușurătate a ființei
Insuportabila ușurătate a ființei (în cehă Nesnesitelná lehkost bytí, titlul primei ediții franceze: L'insoutenable légèreté de l'être) este un roman al autorului ceh Milan Kundera, pe care l-a publicat în traducere franceză în 1984, în timpul exilului său în Franța. Abia în 2006, lucrarea sa cea mai plină de succes comercial, a fost publicată în Cehia într-o versiune ușor revizuită de Kundera. Încă din 1985, prima ediție cehă a fost publicată într-o ediție mică de editorul în exil 68 Publishers, editură care a fost fondată de Josef Škvorecký și soția sa Zdena Salivarová la Toronto.

## Preambul
Acțiunea romanului are loc în principal la Praga la sfârșitul anilor 1960 și începutul anilor 1970. Explorează viața artistică și intelectuală a societății cehe al primăverii de la Praga din 1968 până la invazia Cehoslovaciei de către Uniunea Sovietică împreună cu alte trei țări ale Pactului de la Varșovia și consecințele acesteia în viața a două cupluri de oameni și a celor din jurul lor.

## Conținut
- Partea întâi: Ușurătatea și greutatea
- Partea a doua: Trupul și sufletul
- Partea a treia: Cuvinte neînțelese
- Partea a patra: Trupul și sufletul
- Partea a cincea: Ușurătatea și greutatea
- Partea a șaseaea: Marele marș
- Partea a șaptea: Surâsul lui Karenin

## Personaje
- Tomáš: Un chirurg și intelectual ceh. Tomáš este un promiscuu care trăiește pentru munca sa. El consideră sexul și dragostea ca fiind entități distincte: face sex cu multe femei, dar își iubește doar soția, Tereza. El nu vede nicio contradicție între aceste două poziții. El explică promiscuitatea ca un imperativ de a explora idiosincraziile feminine exprimate doar în timpul sexului. La început își vede soția ca pe o povară de care este obligat să aibă grijă. După invazia Pactului de la Varșovia, ei fug la Zürich, unde el continuă promiscuitățile. Tereza, având dor de casă, se întoarce la Praga împreună cu câinele. Își dă repede seama că vrea să fie cu ea și o urmează acasă. Trebuie să se ocupe de consecințele unei scrisori adresate editorului în care îi compara metaforic pe comuniștii cehi cu Oedip. În cele din urmă, sătui de viața la Praga sub regimul comunist, Tomáš și Tereza se mută la țară. El își abandonează obsesiile gemene de muncă și femei și descoperă adevărata fericire alături de Tereza. Epitaful său, scris de propriul fiu, este „El a vrut Împărăția lui Dumnezeu pe Pământ”.

- Tereza: tânăra soție a lui Tomáš. Fotografă blândă și intelectuală, ea se adâncește în fotojurnalismul periculos și dizident în timpul ocupației sovietice la Praga. Tereza nu îl condamnă pe Tomáš pentru infidelitățile sale, ci se caracterizează însuși ca o persoană mai slabă. Tereza este definită în mare parte prin viziunea ei asupra corpului ca fiind dezgustătoare și rușinoasă, datorită funcțiilor grotești ale corpului ca mamă. De-a lungul cărții, ea se teme să fie pur și simplu un alt corp din gama de femei a lui Tomáš. Odată ce Tomáš și Tereza se mută la țară, ea se dedică creșterii vitelor și lecturii. În acest timp, ea află despre anima printr-o adorație a animalelor de companie, ajungând la concluzia că acestea au fost ultima verigă către paradisul abandonat de Adam și Eva și devine înstrăinată de ceilalți oameni.

- Sabina: amanta și cea mai apropiată prietenă a lui Tomáš. Sabina își trăiește viața ca un exemplu extrem de lejeritate, luând o profundă satisfacție în actul înșelării. Ea declară război kitsch-ului și luptă împotriva constrângerilor impuse ei de strămoșii ei puritani și de Partidul Comunist. Această luptă este arătată prin picturile ei. Ea își exprimă ocazional entuziasm la umilire, așa cum se arată prin folosirea pălăriei melon a bunicului ei, un simbol care se naște în timpul unei întâlniri sexuale cu Tomáš, înainte ca în final să-și schimbe sensul și să devină o relicvă a trecutului. Mai târziu în roman, ea începe să corespondeze cu Šimon în timp ce locuiește sub acoperișul unor americani mai în vârstă care îi admiră abilitățile artistice.

- Franz: iubitul Sabinei, un profesor și idealist genovez. Franz se îndrăgostește de Sabina, pe care o consideră un disident ceh liberal și romantic tragic. Este un om bun și plin de compasiune. Fiind unul dintre visătorii romanului, Franz își bazează acțiunile pe loialitatea față de amintirile mamei sale și ale Sabinei. Viața lui se învârte complet în jurul cărților și mediul academic, în cele din urmă în măsura în care el caută lejeritate și extaz participând la marșuri și proteste, ultimul dintre acestea fiind un marș în Thailanda până la granița cu Cambogia. În Bangkok, după marș, el este rănit de moarte în timpul unui jaf.

- Karenin: Câinele lui Tomáš și Tereza. Deși este o femelă, numele este masculin și este o referire la Alexei Karenin, soțul din Anna Karenina. Karenin manifestă o antipatie extremă față de schimbare. Odată mutată în mediul rural, Karenin devine mai mulțumită, deoarece se poate bucura de mai multă atenție din partea tovarășilor ei. De asemenea, se împrietenește rapid cu un porc pe nume Mefisto. În acest timp, Tomáš descoperă că Karenin are cancer și chiar și după îndepărtarea unei tumori este clar că Karenin va muri. Pe patul ei de moarte, ea îi unește pe Tereza și Tomáš prin „surâsul” ei la încercările lor de a o face sănătoasă.

- Šimon: fiul înstrăinat al lui Tomáš, dintr-o căsătorie anterioară.

## Traduceri în limba română
- Kundera, Milan, Insuportabila ușurătate a ființei, tradus de Jean Grosu, București, 1999: Editura Univers, 310 pag.;
- Kundera, Milan, Insuportabila ușurătate a ființei, tradus de Jean Grosu, București, 2022: Editura Humanitas, 348 pag., ISBN 978 973 50 4080 2;

## Ecranizare
În 1988 a fost lansată o adaptare cinematografică americană a romanului cu Daniel Day-Lewis, Lena Olin și Juliette Binoche, regizat de Philip Kaufman. Într-o notă la ediția cehă a cărții, Kundera remarcă faptul că filmul a avut foarte puțin de-a face cu spiritul romanului sau cu personajele din acesta. În aceeași notă Kundera a scris că după această experiență nu mai permite nicio adaptare a operei sale.